# Pardosa buriatica
Pardosa buriatica là một loài nhện trong họ Lycosidae.
Loài này thuộc chi Pardosa. Pardosa buriatica được Sternbergs miêu tả năm 1979.